# Mario Luzzatto Fegiz
Mario Luzzatto Fegiz (Trieste, 12 gennaio 1947) è un giornalista, critico musicale e saggista italiano, inviato del Corriere della Sera.

## Biografia
Figlio dello statistico Pierpaolo Luzzatto Fegiz, ha esordito nel programma radiofonico di Rai Radio 1 nel 1969 Per voi giovani.
Collabora con il Corriere della Sera fin dal 1971, quando fu assunto dal direttore Giovanni Spadolini, occupandosi delle notizie discografiche e di critica musicale; per il quotidiano segue da decenni, come inviato, il Festival di Sanremo. Negli anni ha ricoperto diversi ruoli, da personaggio televisivo (Mister Fantasy, 1981-84), conduttore televisivo e giudice in vari programmi (come Music Farm su Rai 2), a direttore della casa editrice Sperling & Kupfer.
Nel 1982, con lo pseudonimo di Faffner, ha scritto il testo del brano L'oracolo di Delfi, inciso da Giuni Russo e incluso in Vox (1983). Il brano, oltre a ispirarsi al famoso omonimo oracolo, tra i più importanti dell'antica Grecia, contiene diverse citazioni di Socrate, in lingua greca, di Erodoto e di Freud. L'anno seguente ha collaborato nuovamente con la cantautrice, scrivendo insieme a lei il testo del brano Una sera molto strana, incluso in Mediterranea (1984).  Negli anni 2000 ha fatto parte della commissione del Premio Lunezia.
Dal 2012 porta in scena nei teatri italiani lo spettacolo Io odio i talent show, da lui scritto e interpretato, con la regia di Maurizio Colombi, basato sulle difficoltà di un critico musicale nell'era digitale e dei talent show. Dall' one-man show è stato tratto un omonimo libro, pubblicato dalla Guido Veneziani Editore.
Il giorno del suo settantesimo compleanno, il 12 gennaio 2017, è stata pubblicata per la Hoepli la sua autobiografia Troppe zeta nel cognome, il cui titolo è tratto da una frase pronunciata negli anni novanta da Pippo Baudo, che ne ha curato la prefazione.
Luzzatto Fegiz è socio del Rotary Club e possiede una collezione di 18000 dischi.

## Opere
- Morte di un cantautore: biografia di Luigi Tenco, Milano, Gammalibri, 1976, SBN SBL0017846.
- Lucio Dalla: primo tempo, Milano, RCS Mediagroup, 2012, ISBN 978-88-6126-096-2.
- Io odio i talent show, Milano, Guido Veneziani Editore, 2013, ISBN 978-88-905550-4-6.
- Troppe zeta nel cognome, Milano, Hoepli, 2017, ISBN 978-88-203-7828-8.